# یاکوب رادا
یاکوب رادا (چکی: Jakub Rada؛ زادهٔ ۵ مهٔ ۱۹۸۷) بازیکن فوتبال اهل جمهوری چک است.
از باشگاه‌هایی که در آن بازی کرده‌است می‌توان به باشگاه فوتبال بوهمیانس ۱۹۰۵، باشگاه فوتبال اسپارتا پراگ، باشگاه فوتبال اسلوان براتیسلاوا، و باشگاه فوتبال ملادا بولسلاف اشاره کرد.
وی همچنین در تیم ملی فوتبال جمهوری چک بازی کرده‌است.